# Taiki Nakashima
Taiki Nakashima (中島 大貴 Nakashima Taiki?), född 17 januari 1995 i Saga prefektur, är en japansk fotbollsspelare.
Nakashima började sin karriär 2015 i Sagan Tosu. Efter Sagan Tosu spelade han för Kamatamare Sanuki och Blaublitz Akita.